# حکمرانی جهانی
حکمرانی جهانی یا جهانداری به نهادهایی اطلاق می‌شود که رفتار بازیگران فراملی را هماهنگ کرده، همکاری را تسهیل می‌کنند، اختلافات (دعاوی) را حل، و مشکلات و معضلات کنش جمعی را کاهش می‌دهند. حکمرانی جهانی به‌طور گسترده مستلزم ایجاد، نظارت و اجرای قوانین است. در حکمرانی جهانی، نه تنها دولت‌ها، بلکه انواع مختلفی از بازیگران اعمال قدرت می‌کنند؛ بنابراین، حکمرانی از حکومت گسترده‌تر است.